# UFC Fight Night: Blaydes vs. Aspinall
UFC Fight Night: Blaydes vs. Aspinall（ユーエフシー・ファイトナイト：ブレイズ・バーサス・アスピナル、別名UFC Fight Night 208、UFC on ESPN+ 66）は、アメリカ合衆国の総合格闘技団体「UFC」の大会の一つ。2022年7月23日、イングランド・ロンドンのO2アリーナで開催された。

## 大会概要
本大会はカーティス・ブレイズとトム・アスピナルのヘビー級戦が組まれた。

## 試合結果

### プレリミナリーカード
第1試合 ウェルター級 5分3R
○  ニコラス・ダルビー vs.  クラウディオ・シウバ ×
3R終了 判定3-0（29-28、29-28、29-27）
第2試合 女子フライ級 5分3R
○  ビクトリア・レオナルド vs.  マンディ・ブーム ×
3R終了 判定3-0（30-27、30-27、30-27）
第3試合 ライト級 5分3R
○  ジャイ・ハーバート vs.  カイル・ネルソン ×
3R終了 判定3-0（29-28、29-28、29-28）
第4試合 フライ級 5分3R
○  ムハンマド・モカエフ vs.  チャールズ・ジョンソン ×
3R終了 判定3-0（30-27、30-27、30-27）
第5試合 フェザー級 5分3R
○  ジョナサン・ピアース vs.  マクワン・アミルカーニ ×
2R 4:10 TKO（パウンド）
第6試合 フェザー級 5分3R
○  ナサニエル・ウッド vs.  チャールズ・ローザ ×
3R終了 判定3-0（30-26、30-26、30-27）
第7試合 ライト級 5分3R
○  マルク・ディアケイジー vs.  ダミア・ハゾビック ×
3R終了 判定3-0（30-26、30-26、30-27）
第8試合 ライト級 5分3R
○  ルドビト・クライン vs.  メイソン・ジョーンズ ×
3R終了 判定3-0（30-27、30-27、30-27）

### メインカード
第9試合 ライトヘビー級 5分3R
○  ヴォルカン・オーズデミア vs.  ポール・クレイグ ×
3R終了 判定3-0（30-27、30-27、30-27）
第10試合 女子フライ級 5分3R
○  モリー・マッキャン vs.  ハンナ・ゴールディ ×
1R 3:52 TKO（スタンドパンチ連打→パウンド）
第11試合 ライトヘビー級 5分3R
○  ニキータ・クリーロフ vs.  アレクサンダー・グスタフソン ×
1R 1:07 KO（左アッパー→パウンド）
第12試合 ライト級 5分3R
○  パディ・ピンブレット vs.  ジョーダン・レビット ×
2R 2:46 リアネイキドチョーク
第13試合 ミドル級 5分3R
○  ジャック・ハーマンソン vs.  クリス・カーティス ×
3R終了 判定3-0（29-28、29-28、30-27）
第14試合 ヘビー級 5分5R
○  カーティス・ブレイズ vs.  トム・アスピナル ×
1R 0:15 TKO（右膝の負傷）

### 各賞
ファイト・オブ・ザ・ナイト：該当無し
パフォーマンス・オブ・ザ・ナイト：パディ・ピンブレット、ニキータ・クリーロフ、モリー・マッキャン、ジョナサン・ピアース
各選手にはボーナスとして5万ドルが授与された。

### カード変更
負傷などによるカードの変更は以下の通り。